# مابوداله
مابوداله (به لاتین: Mabodale) یک منطقهٔ مسکونی در سری‌لانکا است که در استان غربی، سری‌لانکا واقع شده‌است.